# Flaujac-Gare
Flaujac-Gare é uma comuna francesa na região administrativa de Occitânia, no departamento de Lot. Estende-se por uma área de 8,09 km². Em 2010 a comuna tinha 102 habitantes (densidade: 12,6 hab./km²).